# Kiyotaka Ishimaru
Kiyotaka Ishimaru (石丸 清隆 Ishimaru Kiyotaka?), född 30 oktober 1973 i Osaka prefektur, är en japansk före detta fotbollsspelare.
Ishimaru började sin karriär 1996 i Avispa Fukuoka. 2001 flyttade han till Kyoto Purple Sanga. Med Kyoto Purple Sanga vann han japanska cupen 2002. 2005 flyttade han till Ehime FC. Han avslutade karriären 2006.